# حادثه تیان‌آن‌من
حادثه تیان‌آن‌من (انگلیسی: Tiananmen Incident) تجمع و اعتراض گسترده‌ای بود که در ۵ آوریل ۱۹۷۶در میدان تیان‌آنمن در پکن چین برگزار شد. این حادثه بعد از واقعه نانجینگ در روز عزاداری سنتی و جشنواره چینگمینگ رخ داد و مصادف بود با درگذشت نخست‌وزیر جئو ئن لای در همان سال. در میدان تیان‌آن‌من برخی از مردم به شدت نسبت به لغو نمایش‌های عزاداری مخالفت کردند و در میدان اعتراض خود را علیه مقامات مرکزی ابراز داشتند، سپس عمدتاً تحت رهبری گروه چهار، دستور پاکسازی میدان صادر شد.
این رویداد بلافاصله پس از وقوع توسط کمیته مرکزی حزب کمونیست چین به عنوان ضدانقلاب برچسب خورد و دلیلی شد برای برکناری و حبس خانگی دنگ شیائوپینگ معاون نخست‌وزیر وقت، که متهم به برنامه‌ریزی این رویداد شد، حال آنکه که وی اصرار داشت تا برای مدت کوتاهی به میدان تیان‌آن‌من برود. تصمیم کمیته مرکزی در مورد این رویداد پس از پایان انقلاب فرهنگی لغو شد، چرا که بعداً رسماً به عنوان یک نمایش میهن‌پرستی مورد استقبال قرار گرفت.

## مبدأ
علت بروز این حادثه مرگ جئو ئن لای نخست‌وزیر چین و یکی از رهبران ارشد این کشور در ۸ ژانویه ۱۹۷۶ بود. جئو چندین سال قبل از مرگش درگیر یک نبرد قدرت سیاسی با سایر رهبران ارشد در دفتر سیاسی حزب کمونیست چین بود، چهار عضو ارشد از مشهورترین و قدرتمندترین نفرات دفتر سیاسی مخالفان جئو بودند که به نام دسته چهار نفره نامیده می‌شدند. رهبر این گروه، جیانگ چینگ همسر مائو تسه‌تونگ رهبر حزب کمونیست چین بود. حزب کمونیست چین برای از بین بردن احساسات مردمی مورد انتظار در هنگام مرگ جئو، عزای عمومی را محدود کرد.
در ۴ آوریل ۱۹۷۶، در آستانه جشنواره سالانه چینگمینگ چین، که در آن مردم چین به‌طور سنتی به نیاکان درگذشته خود ادای احترام می‌کردند، هزاران نفر در اطراف بنای یادبود قهرمانان خلق در میدان تیان‌آنمن گرد هم آمدند تا از مرگ و زندگی جئو ئن لای تجلیل کنند. به همین مناسبت، مردم پکن با گذاشتن تاج گل و آوردن بنر، شعر، پلاکارد و گل به پای بنای یادبودش از وی تجلیل آوردند.واضح‌ترین هدف این یادبود مداحی از جئو بود، اما جیانگ چینگ، ژانگ چونکیائو و یائو ونیوان نیز به دلیل اقدامات شیطانی خود علیه نخست‌وزیر مورد حمله قرار گرفتند. تعداد کمی از شعارهای موجود در میدان تیان‌آنمن حتی علیه مائو و انقلاب فرهنگی بود
قریب به بیش از دو میلیون نفر در ۴ آوریل در میدان تیان‌آنمن حضور پیدا کردند. شاهدان دست اول وقایع میدان تیان‌آنمن در ۴ آوریل گزارش کردند که از همه اقشار جامعه، از فقیرترین دهقانان تا مقامات عالیرتبه افسران و فرزندان کادرهای ارشد در آن حضور داشتند. کسانی که در این مراسم شرکت کردند با ترکیبی از خشم نسبت به رفتاری که علیه جئو شد را نشان دادند، شورش علیه مائو و سیاست‌های او، دلهره برای آینده چین و سرپیچی از کسانی که به خاطر بزرگداشت یاد جئو در پی تنبه عموم بودند. در صحنه مشخص نبود که این رویداد یک رهبری متمرکز دارد، این یک تظاهرات خودجوش بود که بازتاب احساسات عمومی را به‌صورتی گسترده نشان می‌داد. دنگ شیائوپینگ در صحنه غایب بود و به فرزندان خود دستور داد از دیده شدن در میدان خودداری کنند.

## حادثه

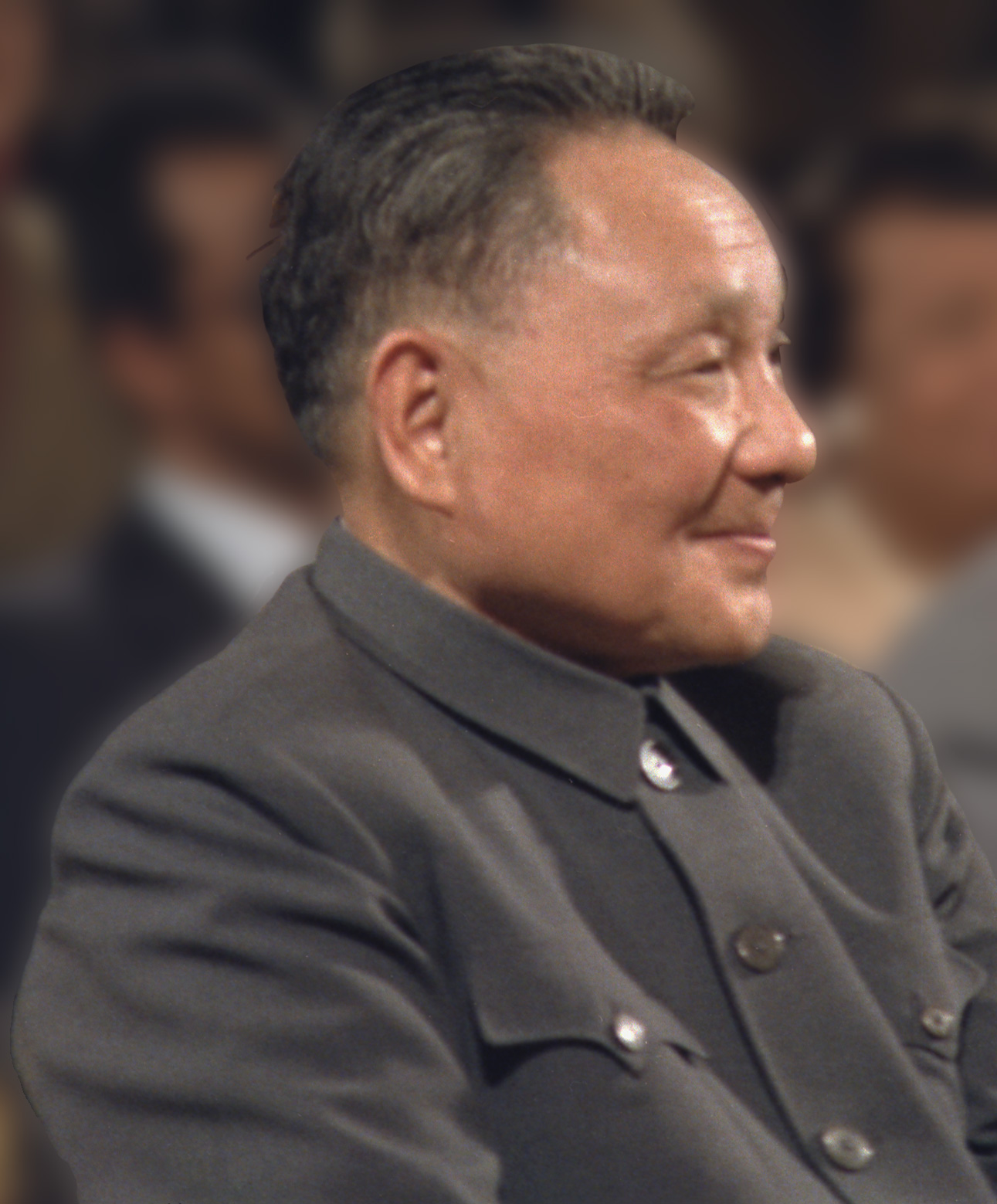
دنگ شیائوپینگ (به چینی: 邓小平، DENG XIAOPING) (زاده ۲۲ اوت ۱۹۰۴ – درگذشته ۱۹ فوریه ۱۹۹۷)

در شب ۴ آوریل، کمیته مرکزی جلسه ای برای بررسی وضعیت میدان تیان‌آنمن برگزار کرد. بزرگان حزب مانند هوآ گوئوفنگ، که متحدان نزدیک گروه چهار نبودند، از معترضان و برخی شعارهای آنها انتقاد کردند که به گروه چهار و رهبری حزب انتقاد می‌کردند. در همین حال، به نظر می‌رسید که گروه چهار از حملات شخصی در این رویداد نگران شده بودند و از روزنامه‌های تحت کنترل خود استفاده کردند تا دنگ شیائوپینگ را به تشویق و کنترل معترضان متهم کنند. آنها با بیوه مائو تسه تونگ مشورت کردند و ادعا کردند که این افراد «مسافران سرمایه‌دار» هستند که به انقلاب پرولتاریا ضربه می‌زنند.
اقدامات دولت از صبح ۵ آوریل آغاز شد، هنگامی که ارتش آزادیبخش خلق شروع به جمع کردن عزای عمومی در میدان تیان‌آنمن کرد. جمعیتی که در اطراف بنای یادبود جمع شده بودند، متوجه شدند که پلیس در طول شب به‌طور کامل آن را برداشته و آنها را عصبانی کرد. تلاش برای سرکوب عزاداران منجر به شورش شدیدی شد که در آن خودروهای پلیس به آتش کشیده شد و جمعیتی بالغ بر ۱۰۰۰۰۰نفر به زور وارد چندین ساختمان دولتی در اطراف میدان شدند.